# Amasar (Fluss)
Der Amasar (russisch Амаза́р) ist ein linker Nebenfluss des Amur im Rajon Mogotschinski der Region Transbaikalien im südlichen Ostsibirien.
Der Amasar entsteht in den südöstlichen Ausläufern des Gebirgszugs Oljokminski Stanowik am Zusammenfluss seiner beiden Quellflüsse Bolschoi Amasar („Großer Amasar“, rechts) und Maly Amasar („Kleiner Amasar“, rechts). Er fließt in überwiegend östlicher Richtung. Er passiert dabei die Kleinstadt Mogotscha, wo ihm die Mogotscha zufließt, und später den Ort Amasar, wo er das Wasser der Bolschaja Tschitschatka erhält.
Im Oberlauf fließt der Amasar entlang der nördlichen Abgrenzung des Amasargebirges. Unterhalb von Amasar wendet er sich nach Südosten und
durchschneidet den Gebirgszug des Amasargebirges. Der Uteni trifft dabei linksseitig auf den Amasar. Schließlich erreicht der Amasar den Amur, 44 km unterhalb der Vereinigung von Argun und Schilka.
Der Amasar hat eine Länge von 290 km. Er entwässert ein Areal von 11.100 km². Der Jahresabfluss des Amasar beträgt 1,96 km³.
Zwischen Oktober und Ende April / Anfang Mai ist der Fluss üblicherweise eisbedeckt. Starke Niederschläge können in den Sommermonaten zu Hochwasser führen.
Im Winter kann der Amasar stellenweise bis auf den Grund gefrieren (über einen Zeitraum von 3 bis 5 Monate).